# Podoglyphiulus jonesii
Podoglyphiulus jonesii är en mångfotingart som beskrevs av Karl Wilhelm Verhoeff 1936. Podoglyphiulus jonesii ingår i släktet Podoglyphiulus och familjen Glyphiulidae. Inga underarter finns listade i Catalogue of Life.